# 黑鳞铁角蕨
黑鳞铁角蕨（学名：Asplenium asterolepis）为铁角蕨科铁角蕨属下的一个种。

## 扩展阅读
- 維基物種上的相關：黑鳞铁角蕨